# 유금사
유금사(有金寺)는 경상북도 영덕군 병곡면 금곡 3리 칠보산(해발810m) 기슭에 자리잡힌 사찰이다. 신라 선덕여왕 때 왕명에 따라 자장율사가 창건한 사찰이며, 여러 차례의 중창을 거쳐 현재에 이르렀다. 이 고장에서는 가장 오래된 고찰로서, 경내에는 삼층석탑과 대웅전·향로전·산왕각 등의 건물이 있는데, 그 중 삼층석탑(보물 제674호)은 통일신라시대에 조성된 전형적인 삼층석탑으로 각층의 체감률과 기단부의 크기가 안정감을 주는 작품으로 기단면석에는 우주와 탱주가 있다.

## 같이 보기
- 영덕 유금사 삼층석탑